# Циплаков Володимир Вікторович
Володимир Вікторович Циплаков (18 квітня 1969, м. Інта, СРСР — 14 грудня 2019) — білоруський хокеїст, лівий нападник. Заслужений майстер спорту Республіки Білорусь (2002).
Вихованець ДЮСШ Інти (тренер — Р.Щипко). Виступав за: «Торпедо» (Ярославль), «Динамо» (Мінськ), «Детройт Фальконс» (CoHL), «Індіанаполіс Айс» (ІХЛ), «Форт-Вейн Кометс» (ІХЛ), «Лос-Анджелес Кінгс», «Лас-Вегас Тандер» (ІХЛ), «Баффало Сейбрс», «Ак Барс» (Казань), ЦСКА (Москва), «Юність» (Мінськ).
У складі національної збірної Білорусі провів 68 матчів (36+34); учасник зимових Олімпійських ігор 1998 і 2002; учасник чемпіонатів світу 1999, 2000, 2002 (дивізіон I), 2003, 2004 (дивізіон I) і 2005. У складі молодіжної збірної СРСР учасник чемпіонату світу 1989.
Досягнення
- Чемпіон Білорусі (2005)
- Бронзовий призер чемпіонату Росії (2004)
- Найкращий хокеїст Білорусі (1992, 2000, 2002).